# Alpheus brevicristatus
Alpheus brevicristatus är en kräftdjursart som beskrevs av Wilhem de Haan 1844.
Alpheus brevicristatus ingår i släktet Alpheus och familjen Alpheidae. Inga underarter finns listade i Catalogue of Life.